# Patti Russo
Patricia "Patti" Russo, född 20 maj 1964 i New Jersey, är en amerikansk sångerska.
Hon är kanske mest känd för sina duetter med den amerikanska rocksångaren Meat Loaf. Hon turnerade med Meat Loaf och hans band från 1993 till 2006, då hon lämnade bandet. Russo har också gjort mycket egen musik och hon återfinns bland annat på soundtracket till Jim Carrey-filmen Grinchen.

## Diskografi (urval)
Singlar med Meat Loaf & Patti Russo
- 1999 – "Is Nothing Sacred"
- 2003 – "Couldn't Have Said It Better" (maxi-singel)

Annat
- 1991 – "Let The Good Times Roll" (singel med The Garage Project & Patti Russo)
- 2015 – When It Comes To Love (EP med Regi & Lester Willams med Patti Russo)